# Сатурн (премия, 2009)
35-я церемония объявления лауреатов премии «Сатурн» Академии научной фантастики, фэнтези и фильмов ужасов (англ. Academy of Science Fiction, Fantasy & Horror Films) за достижения в области кинофантастики в 2008 году, состоялась 25 июня 2009 года.

## Лауреаты и номинанты
Лауреаты указаны первыми и выделены жирным шрифтом.

## Игровое кино

### Лучший научно-фантастический фильм
- Железный человек / Iron Man
  - На крючке / Eagle Eye
  - Индиана Джонс и Королевство хрустального черепа / Indiana Jones and the Kingdom of the Crystal Skull
  - Телепорт / Jumper
  - День, когда Земля остановилась / The Day the Earth Stood Still
  - Невероятный Халк / The Incredible Hulk

### Лучший фильм-фэнтези
- Загадочная история Бенджамина Баттона / The Curious Case of Benjamin Button
  - Хэнкок / Hancock
  - Спайдервик: Хроники / The Spiderwick Chronicles
  - Сумерки / Twilight
  - Особо опасен / Wanted
  - Хроники Нарнии: Принц Каспиан / The Chronicles of Narnia: Prince Caspian

### Лучший фильм ужасов
- Хеллбой 2: Золотая армия / Hellboy II: The Golden Army
  - Карантин / Quarantine
  - Заноза / Splinter
  - Мумия: Гробница императора драконов / The Mummy: Tomb of the Dragon Emperor
  - Незнакомцы / The Strangers
  - Явление / The Happening

### Лучший приключенческий фильм, боевик или триллер
- Тёмный рыцарь / The Dark Knight
  - Подмена / Changeling
  - Гран Торино / Gran Torino
  - Квант милосердия / Quantum of Solace
  - Предатель / Traitor
  - Операция «Валькирия» / Valkyrie

### Лучший полнометражный мультфильм
- ВАЛЛ-И / WALL·E
  - Вольт / Bolt
  - Хортон / Horton Hears a Who!
  - Кунг-фу панда / Kung Fu Panda
  - Мадагаскар 2 / Madagascar: Escape 2 Africa
  - Звёздные войны: Войны клонов / Star Wars: The Clone Wars

### Лучший международный фильм
- Впусти меня / Låt den rätte komma in ( Швеция)
  - Залечь на дно в Брюгге / In Bruges ( Великобритания,  США)
  - Миллионер из трущоб / Slumdog Millionaire ( Великобритания)
  - Транссибирский экспресс / Transsiberian ( Великобритания,  Германия,  Испания,  Литва)
  - Ограбление на Бейкер-стрит / The Bank Job ( Великобритания,  США)
  - Запретное царство / The Forbidden Kingdom ( США,  Китай)

### Лучший киноактёр
• Роберт Дауни мл. — «Железный человек» (за роль Тони Старка / Железного человека)
• Уилл Смит — «Хэнкок» (за роль Джона Хэнкока)
• Харрисон Форд — «Индиана Джонс и Королевство хрустального черепа» (за роль Индианы Джонса)
• Брэд Питт — «Загадочная история Бенджамина Баттона» (за роль Бенджамина Баттона)
• Кристиан Бейл — «Тёмный рыцарь» (за роль Брюса Уэйна / Бэтмена)
• Том Круз — Операция «Валькирия» (за роль полковника Клауса фон Штауффенберга)

### Лучшая киноактриса
• Анджелина Джоли — «Подмена» (за роль Кристины Коллинз)
• Джулианна Мур — «Слепота» (за роль жены доктора)
• Гвинет Пэлтроу — «Железный человек» (за роль Вирджинии «Пеппер» Поттс)
• Кейт Бланшетт — «Загадочная история Бенджамина Баттона» (за роль Дэйзи)
• Мэгги Джилленхол — «Тёмный рыцарь» (за роль Рэйчел Доуз)
• Эмили Мортимер — «Транссибирский экспресс» (за роль Джесси)

### Лучший киноактёр второго плана
• Хит Леджер (награждён посмертно) — «Тёмный рыцарь» (за роль Джокера)
• Шайа Лабаф — «Индиана Джонс и Королевство хрустального черепа» (за роль Генри «Мэтта» Уильямса)
• Джефф Бриджес — «Железный человек» (за роль Обадайи Стейна)
• Аарон Экхарт — «Тёмный рыцарь» (за роль Харви Дента / Двуликого)
• Вуди Харрельсон — «Транссибирский экспресс» (за роль Роя)
• Билл Найи — Операция «Валькирия» (за роль генерала Фридриха Ольбрихта)

### Лучшая киноактриса второго плана
• Тильда Суинтон — «Загадочная история Бенджамина Баттона» (за роль Элизабет Эбботт)
• Джоан Аллен — «Смертельная гонка» (за роль Хеннесси)
• Шарлиз Терон — «Хэнкок» (за роль Мэри Эмбри)
• Джуди Денч — «Квант милосердия» (за роль М)
• Ольга Куриленко — «Квант милосердия» (за роль Камиллы)
• Карис ван Хаутен — Операция «Валькирия» (за роль Нины фон Штауффенберг)

### Лучший молодой актёр или актриса
• Джейден Смит — «День, когда Земля остановилась» (за роль Джейкоба Бенсона)
• Брэндон Уолтерс — «Австралия» (за роль Налла)
• Лина Леандерссон — «Впусти меня» (за роль Эли)
• Дев Патель — «Миллионер из трущоб» (за роль Джамаль Малик)
• Катинка Унтару — «Запределье» (за роль Александрия)
• Фредди Хаймор — «Спайдервик: Хроники» (за роль Джареда Грейса / Саймона Грейса)

### Лучший режиссёр
• Джон Фавро за фильм «Железный человек»
• Клинт Иствуд — «Подмена»
• Стивен Спилберг — «Индиана Джонс и Королевство хрустального черепа»
• Дэвид Финчер — «Загадочная история Бенджамина Баттона»
• Кристофер Нолан — «Тёмный рыцарь»
• Брайан Сингер — Операция «Валькирия»
• Эндрю Стэнтон — «ВАЛЛ-И»

### Лучший сценарий
• Кристофер Нолан и Джонатан Нолан — «Тёмный рыцарь»
• Дж. Майкл Стражински — «Подмена»
• Дэвид Кепп, Джон Кэмпс — «Город призраков»
• Марк Фергус, Хоук Остби, Арт Маркум, Мэтт Холлоуэй — «Железный человек»
• Юн Айвиде Линдквист — «Впусти меня»
• Эрик Рот — «Загадочная история Бенджамина Баттона»

### Лучшая музыка
• Джеймс Ньютон Ховард и Ханс Циммер — «Тёмный рыцарь»
• Клинт Иствуд — «Подмена»
• Рамин Джавади — «Железный человек»
• Джон Пауэлл — «Телепорт»
• Александр Деспла — «Загадочная история Бенджамина Баттона»
• Джон Оттмен — Операция «Валькирия»

### Лучшие костюмы
- Мэри Зофрис — «Индиана Джонс и Королевство хрустального черепа»
  - Кэтрин Мартин — «Австралия»
  - Дебора Хоппер — «Подмена»
  - Айзис Массенден — «Хроники Нарнии: Принц Каспиан»
  - Линди Хемминг — «Тёмный рыцарь»
  - Джоанна Джонстон — Операция «Валькирия»

### Лучший грим
- Грег Кэнном — «Загадочная история Бенджамина Баттона»
  - Майк Элизальде — «Хеллбой 2: Золотая армия»
  - Грегори Никотеро, Пол Энгелен — «Хроники Нарнии: Принц Каспиан»
  - John Caglione Jr., Конор О’Салливан — «Тёмный рыцарь»
  - Пол Хайетт — «Судный день»
  - Gerald Quist — «Солдаты неудачи»

### Лучшие спецэффекты
- Ник Дэвис, Крис Корбоулд, Тимоти Уэббер, Пол Дж. Франклин — «Тёмный рыцарь»
  - Майк Уоссел, Adrian De Wet, Эндрю Чэпман, Имонн Батлер — «Хеллбой 2: Золотая армия»
  - Пабло Хелман, Daniel Sudick — «Индиана Джонс и Королевство хрустального черепа»
  - Джон Нельсон, Бен Сноу, Daniel Sudick, Шэйн Махан — «Железный человек»
  - Дин Райт, Уэнди Роджерс — «Хроники Нарнии: Принц Каспиан»
  - Эрик Барба, Стив Приг, Бёрт Далтон, Крэйг Баррон — «Загадочная история Бенджамина Баттона»

## Телевизионные награды

### Лучший телесериал, сделанный для эфирного телевидения
- Остаться в живых / LOST
  - Грань / Fringe
  - Герои / Heroes
  - Жизнь на Марсе / Life on Mars
  - Сверхъестественное / Supernatural
  - Терминатор: Битва за будущее / Terminator: The Sarah Connor Chronicles

### Лучший телесериал, сделанный для кабельного телевидения
- Звёздный крейсер «Галактика» / Battlestar Galactica
  - Ищейка / The Closer
  - Декстер / Dexter
  - Воздействие / Leverage
  - Звёздные войны: Войны клонов / Star Wars: The Clone Wars
  - Настоящая кровь / True Blood

### Лучшая телепостановка
- Библиотекарь: Проклятие чаши Иуды / The Librarian: The Curse of the Judas Chalice
  - Во все тяжкие / Breaking Bad
  - Иерихон / Jericho
  - Последний тамплиер / The Last Templar
  - 24 часа: Искупление / 24: Redemption
  - Штамм «Андромеда» / The Andromeda Strain

### Лучший телеактёр
• Эдвард Джеймс Олмос — Звёздный крейсер «Галактика» (за роль адмирала Уильяма Адамы)
• Брайан Крэнстон — «Во все тяжкие» (за роль Уолтера Уайта)
• Майкл Си. Холл — «Декстер» (за роль Декстера Моргана)
• Тимоти Хаттон — «Воздействие» (за роль Нэйтана Форда)
• Мэттью Фокс — «Остаться в живых» (за роль Джека Шепарда)
• Ноа Уайли — «Библиотекарь: Проклятие чаши Иуды» (за роль Флинна Карсена)

### Лучшая телеактриса
• Мэри Макдоннел — Звёздный крейсер «Галактика» (за роль президента Лоры Розлин)
• Анна Торв — «Грань» (за роль Оливии Данэм)
• Дженнифер Лав Хьюит — «Говорящая с призраками» (за роль Мелинды Гордон)
• Эванджелин Лилли — «Остаться в живых» (за роль Кейт Остин)
• Лена Хеди — «Терминатор: Битва за будущее» (за роль Сары Коннор)
• Кира Седжвик — «Ищейка» (за роль Бренды Ли Джонсон)
• Анна Пэкуин — «Настоящая кровь» (за роль Суки Стакхаус)

### Лучший телеактёр второго плана
• Эдриан Пасдар — «Герои» (за роль Нейтана Петрелли)
• Майло Вентимилья — «Герои» (за роль Питера Петрелли)
• Генри Иан Кьюсик — «Остаться в живых» (за роль Десмонда Хьюма)
• Майкл Эмерсон — «Остаться в живых» (за роль Бенджамина Лайнуса)
• Джош Холлоуэй — «Остаться в живых» (за роль Джеймса «Сойера» Форда)
• Томас Деккер — «Терминатор: Битва за будущее» (за роль Джона Коннора)

### Лучшая телеактриса второго плана
• Дженнифер Карпентер — «Декстер» (за роль Дебры Морган)
• Кэти Сакхофф — Звёздный крейсер «Галактика» (за роль капитана Кары Трейс («Старбак»))
• Хейден Панеттьер — «Герои» (за роль Клэр Беннет)
• Ким Юнджин — «Остаться в живых» (за роль Сун Квон)
• Элизабет Митчелл — «Остаться в живых» (за роль Джульет Бёрк)
• Саммер Глау — «Терминатор: Битва за будущее» (за роль терминатора Камерон Филлипс)

### Лучшая гостевая роль в телесериале
• Джимми Смитс — «Декстер» (за роль Мигеля Прадо)
• Кристен Белл — «Герои» (за роль Элль Бишоп)
• Роберт Форстер — «Герои» (за роль Артура Петрелли)
• Алан Дэйл — «Остаться в живых» (за роль Чарльза Уидмора)
• Кевин Дюранд — «Остаться в живых» (за роль Мартина Кими)
• Соня Уолгер — «Остаться в живых» (за роль Пенелопы Уидмор)

## DVD

### Лучшее DVD-издание фильма
- Джек Брукс: Истребитель монстров[англ.] / Jack Brooks: Monster Slayer
  - Остаться в живых / Fritt vilt
  - Смерти Иэна Стоуна / The Deaths of Ian Stone
  - Обитель зла: Вырождение / Biohazard: Degeneration / バイオハザード：ディジェネレーション
  - Звёздный десант 3: Мародёр / Starship Troopers 3: Marauder
  - Засада / Stuck

### Лучшее специальное DVD-издание
- Мгла (Two-Disc Collector’s Edition) / The Mist
  - Братство волка (режиссёрская версия) / Le pacte des loups
  - Тёмный город (режиссёрская версия) / Dark City
  - Тёмный рыцарь (Two-Disc Special Edition) / The Dark Knight
  - Секреты Лос-Анджелеса (Two-Disc Special Edition) / L.A. Confidential
  - Зодиак (режиссёрская версия) / Zodiac

### Лучшее DVD-издание классического фильма
- Психо (Universal Legacy Series) / Psycho (1960)
  - Касабланка (Ultimate Collector’s Edition) / Casablanca (1942)
  - Смертельное влечение (20th High School Reunion Edition) / Heathers (1989)
  - Кошмар перед Рождеством (м/ф) / The Nightmare Before Christmas (1993)
  - Портрет Дориана Грея / The Picture of Dorian Gray (1945)
  - Спящая красавица (м/ф) / Sleeping Beauty (1959)

### Лучший DVD-сборник
- Крёстный отец. Трилогия / The Godfather (The Coppola Restoration)
  - Эбботт и Костелло (Complete Universal Series Collection) / Abbott & Costello
  - Грязный Гарри (Ultimate Collector’s Edition) / Dirty Harry
  - Ghost House Underground Eight Film Collection
  - Mystery Science Theater 3000 (20th Anniversary Edition)
  - Планета обезьян: 40th Anniversary Collection (Blu-ray) / Planet of the Apes

### Лучшее DVD-издание телесериала
- Лунный свет (The Complete Series) / Moonlight
  - Доктор Кто (The Complete Fourth Series) / Doctor Who
  - Герои (2-й сезон) / Heroes
  - Остаться в живых (полный 4-й сезон) / LOST
  - Жнец (1-й сезон) / Reaper
  - Торчвуд (2-й сезон) / Torchwood
  - Тюдоры (полный 2-й сезон) / The Tudors

### Лучшее DVD-издание классического телесериала
- Захватчики[англ.] (1967—1968) (1-й и 2-й сезоны) / The Invaders
  - Коломбо (1971—2003) (Mystery Movie Collection 1990) / Columbo
  - Завтра наступит сегодня (1996—2000) (первый сезон) / Early Edition
  - Невероятный Халк[англ.] (1978—1982) (The Complete Series) / The Incredible Hulk
  - Миссия невыполнима (1966—1973) (4-й и 5-й сезоны) / Mission: Impossible
  - Долбанутые (1999—2001) (The Complete Series) / Spaced

## Специальные премии
- Премия за достижения в карьере — Лэнс Хенриксен
- Премия за пожизненные достижения — Леонард Нимой
- Visionary Award — Джеффри Катценберг